# 저녁의 게임 (영화)
《저녁의 게임》(Today And The Other Days)은 대한민국의 최위안 감독이 제작한 영화이다. 오정희의 단편소설 〈저녁의 게임〉을 영화로 각색하였다. 외설적인 장면으로 인해 논란이 되었으나, 작품성을 인정 받고 영화진흥위원회의 심의를 통과하여 2009년 10월 29일에 개봉하였다.

## 줄거리
성재는 어린 시절에 아버지의 폭행으로 귀가 멀어버린 뒤 현재 악보를 정리하는 일을 하고 있다. 그녀는 어느 날 첼로 앙상블의 리허설에 참관하고 돌아오는 길에 트럭의 경적소리를 듣지 못한 채 앞서 가다가 트럭운전수로부터 뺨을 맞는다. 그 일은 어린 시절에 술에 취하면 폭력을 일삼는 아버지의 모습을 떠오르게 하고, 결국 아버지에 대한 증오심이 난다. 그의 폭행으로 어머니와 오빠가 죽었지만, 치매에 걸려 정신이 오락가락하는 늙은 아버지를 떠나지 못한다. 오로지 자신의 건강과 욕망에만 집착하는 아버지를 위해 매일 지루하고 똑같은 일상을 반복하고 있다. 

그러던 어느 날, 집 안으로 숨어든 한 낮의 탈주범과 마주하게 된 그녀는 그 일의 충격으로 인해 오랜 시간 잊고 살아 온 자유의 의미와 자신의 존재에 대한 근원을 다시 발견하게 된다. 그날 밤에 또 다시 시작된 아버지만의 화투놀이에서 그녀는 그 동안 억눌렸던 감정을 분출하기 시작한다.

## 출연

### 주연
- 하희경
- 정재진
- 안찬우

### 조연
- 이소희
- 김승현
- 강봉석
- 윤배영

## 기타
- 원작자: 오정희
- 프로듀서: 강민관
- 프로듀서: 박철수
- 공동제작: 이정근
- 제작코디네이터: 김규운
- 조명: 이광희
- 조명: 양승규
- 조명: 김찬호
- 그립: 윤동실
- 연출부: 김윤성
- 연출부: 이세진
- 연출부: 이진숙
- 동시녹음B팀: 지민석
- 미술: 최위안
- 미술팀: 윤병진
- 분장: 장진
- 기타스텝: 최세미
- 디지털처리부문: 윤창호
- 시각효과부문: 오경부
- 시각효과부문: 수컷
- 음악부문: 엘사
- 음향부문: 김봉수
- 크레딧: 서상화
- 크레인: 박완용
- 동시녹음팀: 김승필
- 디자인: 이유현
- 번역: 박용범
- 번역: 이진영